# Heriades sulcatiferus
Heriades sulcatiferus är en biart som beskrevs av Cockerell 1937. Heriades sulcatiferus ingår i släktet väggbin, och familjen buksamlarbin. Inga underarter finns listade i Catalogue of Life.